# ریسک‌پذیر (فیلم)
ریسک‌پذیر (به تامیلی: Ghilli) فیلمی محصول سال ۲۰۰۴ و به کارگردانی دارانی است. در این فیلم بازیگرانی همچون ویجای، تریشا، پراکاش راج، اشیش ویدیارتی، دارمو، ناگندرا پراساد ایفای نقش کرده‌اند.